# Knudedyb
Knudedyb er en op til 15 meter dyb rende i Vadehavet ud for Sønderho på sydenden af Fanø og nordvest for Mandø.
Knudedybet støder op til højsandene Peter Meyers Sand og Keldsand mod nord og Flakstjærten og Mandø Flak mod syd . Fra øst fører renden vandet fra Ribe Å og Kongeåen videre ud i havet. 